# Sant’Alessio Siculo
Sant’Alessio Siculo – miejscowość i gmina we Włoszech, w regionie Sycylia, w prowincji Mesyna.
Według danych na rok 2004 gminę zamieszkiwało 1335 osób, 222,5 os./km².

## Bibliografia

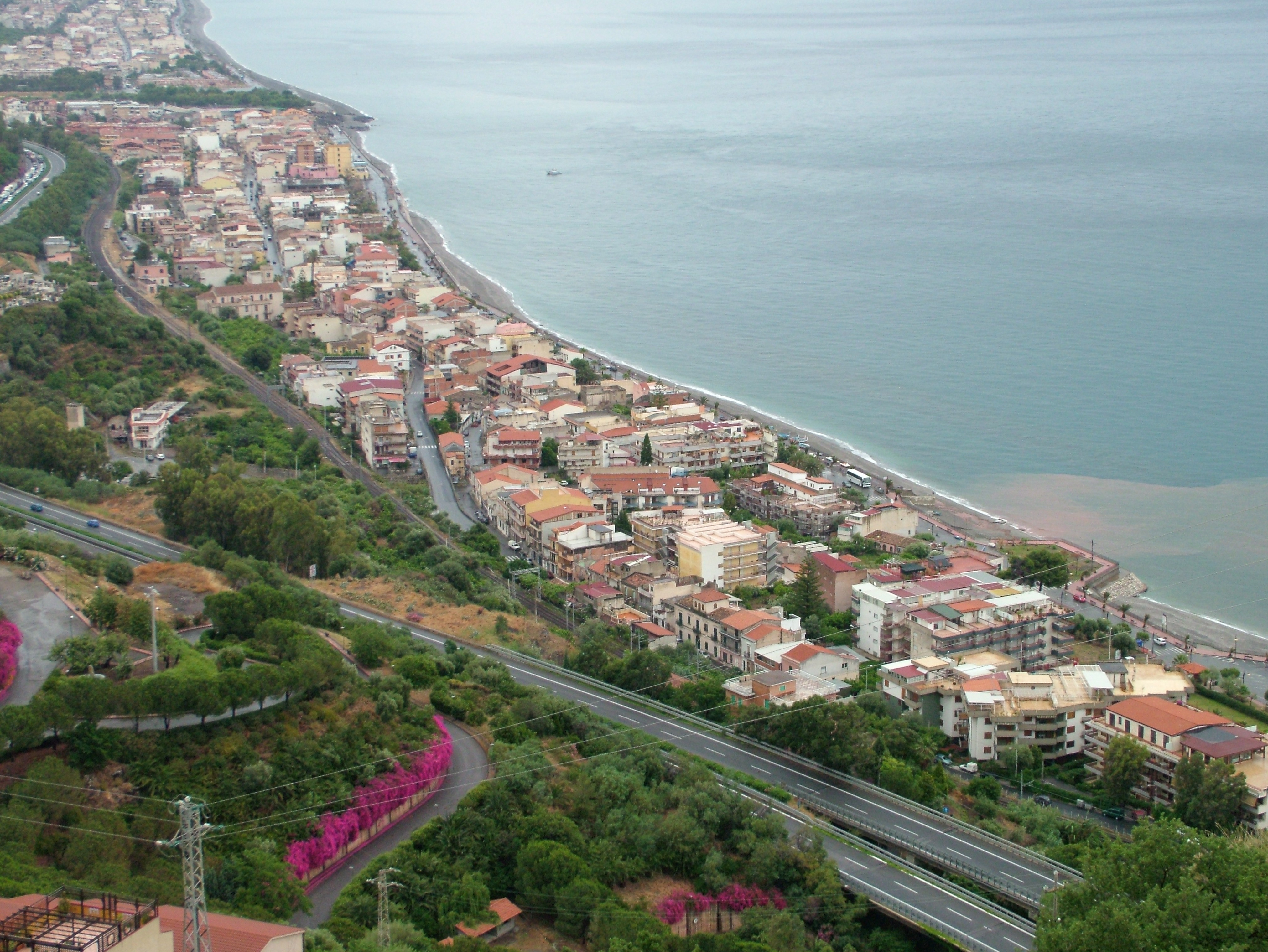
Panorama miasta